# Термомаммография
Термомаммография — метод исследования молочных желез, с целью выявления процессов пролиферации (неконтролируемое деление клеток). Сущность метода заключается в том, что опухолевая ткань более метаболически активна чем здоровая, и следовательно её температура выше.
Термомаммограмма — цветное или черно-белое изображение распределения температуры по поверхности молочных желез. Термографическая картина молочных желез зависит от возраста, состояния гормонального статуса женщины, васкуляризации молочных желез, температуры окружающей среды.
Термомаммография — дополнительный метод выявления заболеваний молочных желез, в том числе и онкологических (рак).
Датчик термомаммографа состоит из 36 чувствительных датчиков, способных уловить инфракрасное излучение, вырабатывающееся в момент деления клеток, которое лоцируется на поверхности молочной железы, над очагом пролиферативной активности. Таким образом можно установить локализацию процесса, степень его активности, риски.
Поскольку от момента начала клеточного деления до формирования опухолевого процесса может произойти до 10 тысяч делений. Во временном промежутке может пройти от 1,5 до 15 лет. В зависимости от эндокринного фона женского организма, сопутствующих заболеваний щитовидной железы, органов ЖКТ, заболеваний органов малого таза. Современные медикаментозные схемы способны остановить процесс пролиферативной активности, таким образом своевременно обнаруженный механизм клеточного деления в тканях молочной железы при помощи термаммографии способен спрофилактировать развитие такого грозного заболевания как рак молочных желез.

## Суть метода
Процедура осуществляется при помощи термомаммографа. Прибор измеряет контактным способом абсолютные значение и градиенты температуры на поверхности молочных желез. Результаты представлены в виде числовых массивов и термомаммограмм — карт распределения температуры по поверхности молочных желез.
Термочувствительным элементом является сканер, состоящий из нескольких десятков интеллектуальных датчиков-термометров, позволяющих измерять перепады температур с разрешающей способностью 0,06С.
Термомаммограф является управляемый компьютером специализированный микропроцессор, способный понимать и выполнить десятки команд.
Прибор рекомендуется использовать в диагностике различных заболеваний молочных желез. Чувствительность метода составила 90,9 %, специфичность — 87,9 %, точность — 90,54 %. Процедура безопасна (отсутствуют излучение и высокое напряжение), противопоказаний к применению процедура не имеет.(по данным исследований J.Gershen-Cohen? J.Haberman)
Маркель А. Л. и Б. Г. Вайнер провели обзор зарубежной литературы и указали на то, что термомаммография регистрирует разные проявления злокачественного роста. Маммография регистрирует анатомические нарушения, а термомаммография — функциональные, связанные с усилением метаболизма и кровотоком в опухолевом очаге.
G.D.Dodd утверждает что комбинированное применения маммографии и УЗИ диагностики дает надежные результаты как в плане диагностики, так и составления более достоверного прогноза.
J.R.Keyserlingk с соавторами указывали, что применения объективного осмотра, маммографии и термомаммографии для диагностики начальных стадий рака повышает чувствительность до 95 %, тогда как чувствительность собственно маммографии лишь до 80 %
По мнению Head J.F.инфракрасное изображение груди может отобразить размер опухоли, стадию её развития, состояние лимфоузлов, границы роста опухоли.

## История метода
Первые заметки по термодиагностике появились в работах Гиппократа (около 480 года до н. э.).
Широкое применения в медицине термография нашла в 60-80 годах XX столетия. Затем от этого метода практически отказались, ссылаясь на высокий процент погрешности. В конце XX века термография обрела новую жизнь как метод в связи с появлением новых технологий регистрации и обработки информации.
Термографическая картина неизменённой ткани МЖ — нормотермограмма — описана Драппером и Джонсоном изучив более 5000 термограмм МЖ, разделив их на 4 группы по характеристике сосудистого рисунка.
Современные авторы считают термамоммографию методом высокодиагностичным, индикатором высочайшего риска дальнейшего развития рака груди. Наличие термомаммограммы является в 10 раз более существенным фактор риска возникновения рака груд, чем наследственный фактор.
P.Gamagami при помощи инфракрасной термомаммографии исследовал предопухолевые состояния и отметил, что гиперваскулярность и гипертермия могут показывать 86 % непальпируемого рака груди. У 155 таких больных метод помогает определить рак, который не был определен маммографией.